# وارن ستورجيس ماكولوتش
كان وارن ستورجيس ماكولوتش (16 نوفمبر 1898-24 سبتمبر 1969) عالم فيزيولوجيا عصبية أمريكية وعالم علم تحكم إلكتروني معروفا بعمله في أساس بعض نظريات الدماغ ومساهمته في حركة علم التحكم الآلي.  جنبا إلى جنب مع والتر بيتس ، ابتكر ماكولوتش نماذج حسابية تستند إلى خوارزميات رياضية تسمى منطق العتبة والتي قسمت الاستفسار إلى نهجين متميزين ، يركز أحدهما على العمليات البيولوجية في الدماغ والآخر يركز على تطبيق الشبكات العصبية على الذكاء الاصطناعي. 

## السيرة الذاتية
ولد وارن ستورجيس ماكولوتش في أورانج ، نيو جيرسي ، عام 1898. كان شقيقه مهندسًا كيميائيًا، وكان وارن يخطط في الأصل للانضمام إلى الخدمة المسيحية. عندما كان مراهقا ، ارتبط بعلماء اللاهوت هنري سلون كوفين ، وهاري إيمرسون فوسديك ، وهيرمان كارل فيلهلم كوم ، وجوليان ف. هيكر. كما تم توجيهه من قبل كويكر روفوس جونز.  التحق بكلية هافرفورد ثم درس الفلسفة وعلم النفس في جامعة ييل ، حيث حصل على درجة البكالوريوس في الآداب عام 1921. واصل دراسة علم النفس في كولومبيا وحصل على درجة الماجستير في الآداب عام 1923. حصل على درجة الدكتوراه في الطب في عام 1927 من كلية الأطباء والجراحين بجامعة كولومبيا في نيويورك ، وقام بتدريب داخلي في مستشفى بلفيو ، نيويورك. ثم عمل تحت إشراف إيلهارد فون دوماروس في مستشفى روكلاند الحكومي للمجانين.  عاد إلى الأوساط الأكاديمية في عام 1934. عمل في مختبر الفيزيولوجيا العصبية بجامعة ييل من عام 1934 إلى عام 1941.
في عام 1941 انتقل إلى شيكاغو وانضم إلى قسم الطب النفسي في جامعة إلينوي في شيكاغو ، حيث كان أستاذا للطب النفسي ، وكذلك مديرا لمعهد إلينوي للطب النفسي العصبي حتى عام 1951.  من عام 1952 عمل في معهد ماساتشوستس للتكنولوجيا في كامبريدج ، ماساتشوستس مع نوربرت وينر. كان عضوا مؤسسا في الجمعية الأمريكية لعلم التحكم الآلي ورئيسها الثاني خلال الفترة 1967-1968. كان مرشدا لرائد أبحاث العمليات البريطاني ستافورد بير.
كان لدى ماكولوتش مجموعة من الاهتمامات والمواهب. بالإضافة إلى مساهماته العلمية ، كتب الشعر (السوناتات) ، وقام بتصميم وهندسة المباني وسد في مزرعته في أولد لايم ، كونيتيكت.
تزوج ماكولوتش من روث ميتزجر ، المعروفة باسم "روك" ، في عام 1924 وأنجبا ثلاثة أطفال.  توفي في كامبريدج عام 1969.

## العمل
يذكر بعمله مع جوان جريجوريوس دوسر دي بارين من جامعة ييل ولاحقا مع والتر بيتس من جامعة شيكاغو. قدم الأساس لبعض نظريات الدماغ في عدد من الأوراق الكلاسيكية ، بما في ذلك "حساب التفاضل والتكامل المنطقي للأفكار المتأصلة في النشاط العصبي" (1943) و "كيف نعرف العموميات: إدراك الأشكال السمعية والبصرية" (1947) ، وكلاهما نشر في نشرة الفيزياء الحيوية الرياضية. الأول "ينسب إليه الفضل على نطاق واسع في كونه مساهمة أساسية في نظرية الشبكة العصبية ، ونظرية الأتمتة ، ونظرية الحساب ، وعلم التحكم الآلي".
كان ماكولوتش رئيسا لمجموعة مؤتمرات ميسي المخصصة لعلم التحكم الآلي. هذه ، بسبب تنوع خلفيات المشاركين الذين جلبهم ماكولوتش ، أصبحت الأساس لهذا المجال.
في وينر علم التحكم الآلي (1948) ، روى حدثا في ربيع عام 1947 ، عندما صمم ماكولوتش آلة للسماح للمكفوفين بالقراءة ، عن طريق تحويل الحروف المطبوعة إلى نغمات. لقد صممه بحيث تكون النغمة ثابتة لنفس الحرف الذي ينظر إليه من زوايا مختلفة. رأى جيرهاردت فون بونين التصميم ، وسأل على الفور ، "هل هذا رسم تخطيطي للطبقة الرابعة من القشرة البصرية للدماغ؟".
في أيامه الأخيرة في الستينيات ، عمل على الحلقات والتذبذبات والعلاقات الثلاثية مع مورينو دياز. التشكيل شبكي مع [كيلمر] ونماذج ديناميكية الذاكرة مع [دا] [فونسكا].  تم تلخيص عمله في الستينيات في ورقة عام 1968.

### علم الأعصاب
[عدل]
درس إثارة الدماغ عن طريق التصوير العصبي الإستركنيني ، والتي كانت طريقة لرسم خريطة لاتصالات الدماغ. يؤدي استخدام الإستركنين في نقطة واحدة من الدماغ إلى إثارة في نقاط مختلفة من الدماغ.  أجرى بيلي وبونين وماكولوتش سلسلة من الدراسات في الأربعينيات من القرن العشرين حددت الروابط في أدمغة المكاك والشمبانزي التي تتوافق مع الفهم الحديث ل VOF.

### المنطق الرياضي
[عدل]
في عام 1919 بدأ العمل بشكل أساسي على المنطق الرياضي ، وبحلول عام 1923 حاول عمل منطق للأفعال المتعدية. هدفه في علم النفس هو اختراع "حدث" أو "أقل حدث" عبارة عن أحداث ذرية ثنائية ذات أسباب ضرورية ، بحيث يمكن دمجها لإنشاء افتراضات منطقية معقدة تتعلق بأسلافها. لاحظ في عام 1929 أن هذه قد تتوافق مع إطلاق كل شيء أو لا شيء للخلايا العصبية في الدماغ.
في ورقة عام 1943 ، وصفوا كيف يمكن تشكيل الذكريات بواسطة شبكة عصبية بها حلقات ، أو نقاط اشتباك عصبي قابلة للتغيير. ثم تقوم هذه بتشفير جمل مثل "كان هناك بعض x بحيث كان x ψ" أو ، وأظهر أن الشبكات العصبية الحلقية يمكنها تشفير جميع المنطق من الدرجة الأولى بمساواة ، وعلى العكس من ذلك ، فإن أي شبكات عصبية حلقية تعادل جملة في منطق الدرجة الأولى مع المساواة ، مما يدل على أنها متكافئة في التعبير المنطقي.
تصف ورقة عام 1943 الشبكات العصبية التي تعمل بمرور الوقت ، وتم تطوير العموميات المنطقية - "هناك" و "للجميع" - للكائنات المكانية ، مثل الأشكال الهندسية ، في ورقتهم البحثية لعام 1947.
عمل مع مانويل بلوم في دراسة كيف يمكن للشبكة العصبية أن تكون "مستقرة منطقيا" ، أي يمكنها تنفيذ وظيفة منطقية حتى لو كانت عتبات تنشيط الخلايا العصبية الفردية متنوعة. لقد استلهمهم مشكلة كيفية قيام الدماغ بنفس الوظائف ، مثل التنفس ، تحت تأثير الكافيين أو الكحول ، مما يحول عتبة التنشيط على الدماغ بأكمله.
عمل على العلاقات الثلاثية ، وهي امتداد لحساب العلاقات للتعامل مع العلاقات التي تربط 3 أشياء ، مثل "A يعطي B إلى C" أو "A يدرك B على أنه C". كان مقتنعا بأن مثل هذا المنطق ضروري لفهم نشاط الدماغ.

### كيف نعرف العموميات
في ورقة عام 1947 كيف نعرف العموميات، درسوا مشكلة التعرف على الأشياء على الرغم من التغييرات في التمثيل. على سبيل المثال ، التعرف على مربع تحت زوايا رؤية وظروف إضاءة مختلفة ، أو التعرف على الصوت تحت جهارة ونغمات مختلفة. أي التعرف على الأشياء الثابتة تحت تأثير مجموعة التماثل الما. كانت هذه المشكلة مستوحاة جزئيا من مشكلة عملية في تصميم آلة للمكفوفين للقراءة (رويت في علم التحكم الآلي لوينر ، انظر من قبل).
اقترحت الورقة حلين. الأول هو حساب ثابت عن طريق حساب المتوسط على مجموعة التماثل. دع مجموعة التماثل تكون  ويكون الشيء المراد التعرف عليه . السماح للشبكة العصبية بتنفيذ وظيفة . بعد ذلك ، سيكون التمثيل الثابت للمجموعة ، متوسط العمل الجماعي. الحل الثاني هو في دائرة التغذية الراجعة السلبية التي تقود تمثيلا أساسيا. ضع في اعتبارك مشكلة التعرف على ما إذا كان الكائن مربعا. تحرك الدائرة العين بحيث يتم نقل "مركز ثقل السطوع" للجسم إلى منتصف المجال البصري. ثم يحول هذا كل كائن بشكل فعال إلى تمثيل قانوني ، والذي يمكن مقارنته بعد ذلك بتمثيل في الدماغ.

### نمذجة الشبكة العصبية
في ورقة عام 1943 ، حاول ماكولوتش وبيتس إثبات أنه يمكن تنفيذ برنامج آلة تورينج في شبكة محدودة من الخلايا العصبية الرسمية (في هذه الحالة ، تحتوي آلة تورينج على نموذجهم للدماغ ، لكن العكس ليس  ، وأن الخلايا العصبية كانت الوحدة المنطقية الأساسية للدماغ. في ورقة عام 1947 ، قدموا طرقا لتصميم "شبكات عصبية" للتعرف على المدخلات المرئية على الرغم من التغيرات في الاتجاه أو الحجم.
من عام 1952 ، عمل ماكولوتش في مختبر أبحاث الإلكترونيات في معهد ماساتشوستس للتكنولوجيا ، حيث عمل بشكل أساسي على نمذجة الشبكات العصبية. فحص فريقه النظام البصري للضفدع في الاعتبار ورقة ماكولوتش عام 1947 ، واكتشفوا أن العين تزود الدماغ بمعلومات تم تنظيمها وتفسيرها بالفعل ، إلى حد ما ، بدلا من مجرد نقل صورة.
مع روبرتو مورينو دياز ، درس مشكلة رسمية في الذاكرة. بالنظر إلى أن الشبكات العصبية يمكنها قصة الذاكرة من خلال نمط من التذبذبات في دائرة ، فقد درسوا عدد أنماط التذبذب المحتملة التي يمكن أن تحافظ عليها بعض الشبكات العصبية مع  الخلايا العصبيه. جاء هذا ليكون  (شنابل ، 1966).  أيضا ، أثبتوا نظرية عالمية ، في ذلك لكل منها ، توجد شبكة عصبية (ربما بأكثر من  الخلايا العصبية) مع  المدخلات الثنائية ، بحيث ، لأي نمط تذبذب يمكن تحقيقه بواسطة بعض الشبكات العصبية مع  الخلايا العصبية ، يوجد مدخلات ثنائية لهذه الشبكة العالمية بحيث تظهر نفس النمط.

### التحكم
[عدل]
اعتبر ماكولوتش مشكلة المعلومات والدوافع المتناقضة ، والتي أسماه "التباين" في الدوافع ، مما يعني أن الدوافع ليست مرتبة خطيا ، ولكن يمكن أن تأمر بها مثل .  لقد افترض مفهوم التكوينات الشبكية "رقاقة البوكر" فيما يتعلق بكيفية تعامل الدماغ مع المعلومات المتناقضة في شبكة عصبية ديمقراطية موضعية. على وجه التحديد ، كيف يمكن للدماغ أن يلزم بمسار عمل واحد عندما يكون الموقف غامضا.
لقد صمموا مثالا أوليا لشبكة عصبية "RETIC" ، مع "12 وحدة مقترنة بجذرية مكدسة في مصفوفة عمودية" ، والتي يمكنها التبديل بين الأوضاع المستقرة التي لا لبس فيها بناء على المدخلات الغامضة.
تم تطوير مبدأه المتمثل في "تكرار القيادة المحتملة من قبل فون فورستر وباسك في دراستهما للتنظيم الذاتي  وباسك في نظرية المحادثة وتفاعلات الممثلين.

## المنشورات
كتب ماكولوتش كتابا وعدة مقالات:
- 1965 ، تجسيدات العقل. مطبعة معهد ماساتشوستس للتكنولوجيا ، كامبريدج ،
- 1993 ، الأعمال الكاملة لوارن س. ماكولوتش. منشورات Intersystems: ساليناس ، كاليفورنيا.

المقالات ، مجموعة مختارة:
- 1943 ، "حساب منطقي للأفكار المتأصلة في النشاط العصبي". مع والتر بيتس. في: نشرة الفيزياء الحيوية الرياضية المجلد 5 ، ص 115 - 133.
- 1945 ، "التباين الهرمي للقيم التي تحددها طوبولوجيا الشباك العصبية". في: نشرة الفيزياء الحيوية الرياضية ، 7 ، 1945 ، 89-93.
- 1959 ، "ما تقوله عين الضفدع لدماغ الضفدع". مع جيروم ليتفين وإتش آر ماتورانا و دبليو إتش بيتس. في: Proc. of I. R. E. المجلد 47 (11).
- 1969 ، "ذكريات المصادر العديدة لعلم التحكم الآلي" ، نشر في: ASC FORUM المجلد السادس ، العدد 2 - صيف 1974.

الأوراق التي نشرها نادي شيكاغو الأدبي:
- 1945 ، "كلمة تلو الأخرى".
- 1959 ، "ماضي الوهم".
- 1959 ، "الملاءمة الطبيعية".